# فرط التكافؤ

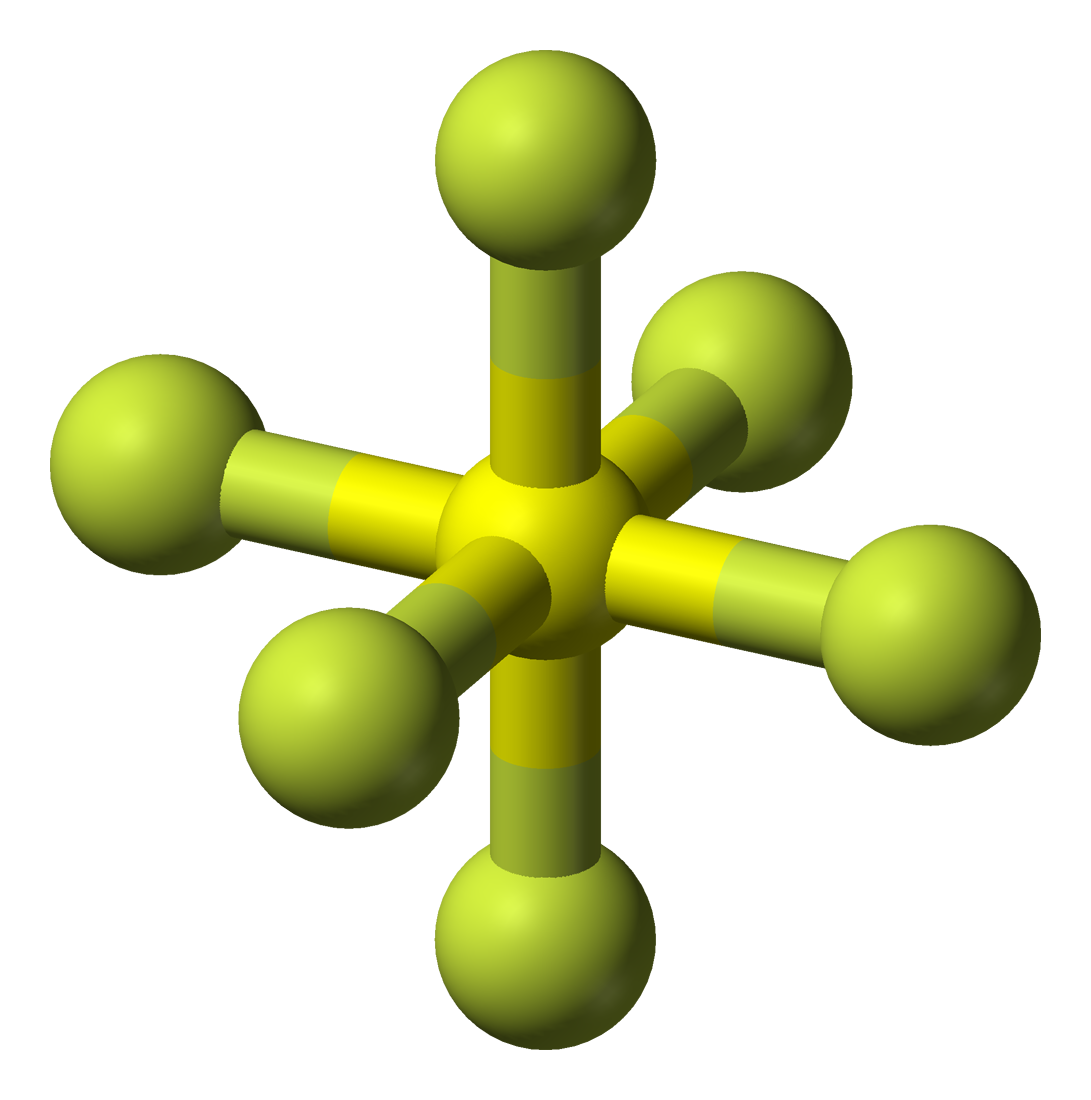

في الكيمياء، فرط التكافؤ هو حالة يوصف بها جزيء يتكون من عنصر أو أكثر من المجموعات (2,1, 13-18) يحمل أكثر من 8 إلكترونات في غلاف التكافؤ.PCl5, SF6, ICl2-, I3- أمثلة للجزيئات ذات التكافؤ الأعلى. تم تعريف جزيئات التكافؤ الأعلى لأول مرة بمعرفة جيرى أي موشير عام 1969 على أنها جزيئات العناصر الموجودة في المجموعات 15-18 في أي حالة تأكسد غير الحالة الدنيا لها.
وحيث أن جزيئات التكافؤ الأعلى لا تتبع نظرية الثمانيات, تم وضع أكثر من نظرية لوصف خواص الترابط فيها. أولا كان يتم وصف جزيئات التكافؤ الأعلى على أنها dsp3 و d2sp3 مدارات مهجنة تتكون من مدارات s ، p ،d في حالات طاقة أعلى. على أنه بعد عمل الحسابات الأساسية المفصلة في هذه النظريات وجد أن مساهمة المدرات d للترابط الأعلى أقل بكثير على أن تصف خواص الترابط, كما أن وصف هذا المدار المهجن لا يعتبر الآن ذو أهمية كبيرة.
وكمحاولة أخرى لوصف جزيئات الترابط الأعلى, تم عمل تعديلات لنظرية الثمانيات لتتضمن الخواص الأيونية في روابط التكافؤ الأعلى. وكان أحد هذه التعديلات في عام 1951 حيث تم تصور الرابطة ثلاثية المركز رباعية الالكترونات (3c-4e)والتي تصف رابطة التكافؤ الأعلى مع المدار الجزيئي الكمي. كما أن الرابطة (3c-4e) توصف على أنها ثلاث أوربيتالات جزيئية يتكونوا بإتحاد مدار p في الذرة المركزية و 2 مدار ليجند: أوربيتال ترابط مشغول, المدار الجزيئي المشغول الأعلى (HOMO)، المدار الجزيئي غير المشغول الأدنى (LUMO).

## اقرأ أيضاً
- تكافؤ